# Mala Krupska Rujiška
Mala Krupska Rujiška (cyr. Мала Крупска Рујишка) – wieś w Bośni i Hercegowinie, w Republice Serbskiej, w gminie Novi Grad. W 2013 roku liczyła 384 mieszkańców.